# Brenda Milner
Brenda Milner, angleško-kanadska psihologinja, * 15. julij 1918, Manchester, Anglija, Združeno kraljestvo.